# Challenger ATP Club Premium Open 2000
Il Challenger ATP Club Premium Open 2000 è stato un torneo di tennis facente parte della categoria ATP Challenger Series nell'ambito dell'ATP Challenger Series 2000. Il torneo si è giocato a Quito in Ecuador dal 30 ottobre al 5 novembre 2000 su campi in terra rossa.

## Vincitori

### Singolare
Hugo Armando ha battuto in finale  Patricio Arquez con il punteggio di 6–3, 6–4

### Doppio
Francisco Costa /  Irakli Labadze hanno battuto in finale  Eric Nunez /  Martin Stringari con il punteggio di 6–2, 7–6(4)